# 파라 토다 라 비다
《파라 토다 라 비다》(스페인어: Para toda la vida)은 1996년 방영된 멕시코의 텔레노벨라이다.